# 1,6-Dihydroxyanthrachinon
1,6-Dihydroxyanthrachinon, auch bekannt als Höchster Dioxyanthrachinon, ist eine organische Verbindung aus der Stoffgruppe der Anthrachinone (genauer der Dihydroxyanthrachinone).

## Darstellung
Das 1,6-Dihydroxyanthrachinon lässt sich durch das Vermischen von Nitroanthrachinonsulfosäure mit Natronlauge und Methanol herstellen. Es wird mehrfach erhitzt und filtriert (zuerst mit Schwefelsäure, dann mit Kaliumhydroxid). Mit Salzsäure und Benzol wird anschließend das 1,6-Dihydroxyanthrachinon erhalten.

## Verwendung
Wird das 1,6-Dihydroxyanthrachinon mit Kaliumnitrat und Natronlauge unter Druck erhitzt, so erhält man nach Zugabe von Wasser und Chlorcalcium einen Niederschlag, welcher mit Salzsäure ausfällt und mit Eisessig gewaschen wird, dadurch erhält man, mit etwa 50-prozentiger  Ausbeute,  Flavopurpurin.